# Laurent Joffrin
Laurent Joffrin (30 giugno 1952) è un giornalista e politico francese.

## Biografia

### Famiglia
Figlio di Jean-Pierre Mouchard e di Chantal Michelet, la madre morì quando lui era in ancora in tenera età, nel 1955, mentre il padre divenne un gestore patrimoniale e successivamente fondatore e proprietario della casa editrice Éditions François Beauval.
Suo padre fu amico di Le Pen e finanziatore del Fronte Nazionale francese..
La moglie, Sylvie Delassus, dopo aver lasciato la Éditions Robert Laffont, dal 2013 collabora con la casa editrice francese Stock appartenente al Gruppo Lagardère.

### Studi e gioventù militante
Trascorse parte della sua giovinezza al Castello di Moncé, di proprietà della sua famiglia a Limeray, nei pressi di Amboise (Indre-et-Loire). Frequentò il collegio privato cattolico "Stanislas" e si diplomò all'Istituto di studi politici di Parigi.
Dopo la laurea in economia, entrò nel movimento dei giovani socialisti francese, all'epoca affiliato al Centre d'études, de recherches et d'éducation socialiste (CERES). Membro della corrente politica di Jean-Pierre Chevènement, giunse ad essere anche membro del direttivo del movimento nella squadra di Jean-Marie Pernot.
Costituì il club Socialisme et Université  con studenti di CERES come Denis Olivennes e i suoi amici del gruppo ES del Pantheon Patrick Weil e Éric Dupin, collaborando dal gennaio '76 a novembre '78
con il comitato editoriale del suo organo di stampa Le Crayon entre les dents, nel quale pubblicò i propri articoli con lo pseudonimo di Laurent André (i due nomi di battesimo) o di Paul Helleme (dalle iniziali LM). A novembre del '76 firmò come LM l'articolo intitolato La droite, la presse, le PS , ripreso anche da Press-Actualité (la rivista del mondo giornalistico), nel quale criticò il giornale Le Nouvel Observateur per le sue relazioni ambivalenti col Partito Socialista.
Tale articolo suscitò la reazione indignata del direttore Philippe Viannay, principale esponente di Défense de la France (l'odierna France Soir) e vicepresidente del Centre de formation des journalistes. Diplomatosi in quest'istituto, fu assunto dall'Agenzia France-Presse, che lasciò per fondare un nuovo quotidiano,  Forum International..
Nel 1981 entrò a far parte della direzione del Libération. Insieme al giornalista Pierre Briançon creò il servizio di informazione economica del quotidiano, incarnando l'ala "modernista" del giornale. Dopo aver curato la rubrica Société, fu nominato editorialista e responsabile della pagina Rebonds, con Serge Daney, Gérard Dupuy e Alexandre Adler.

### Carriera come giornalista
Nel 1988 a Laurent Joffrin viene proposto di succedere a Franz-Olivier Giesbert alla direzione del Nouvel Observateur.
Fa diversi passaggi tra Libération e il Nouvel Observateur: nel 1996 torna a Libération come direttore della redazione fino al 1999, per tornare alla direzione del Nouvel Observateur. Ancora, il 20 novembre 2006 riprende la direzione di Libération nel quadro di un rilancio del giornale proposto dai suoi azionisti, tra i quali Édouard de Rothschild è quello di maggioranza. Il giornale è ricapitalizzato, ed entra nel capitale anche Carlo Caracciolo, fondatore di La Repubblica. A partire dal 2009, gli si affianca Nathalie Collin come condirettrice. Una terza volta, il 1 marzo 2011, lascia Libération e riprende la guida della redazione del Nouvel Observateur, poco dopo raggiunto da Nathalie Collin.
In seguito a un cambio di proprietà del Nouvel Observateur, con l'arrivo di Pierre Bergé, Xavier Niel e Matthieu Pigasse nel dicembre 2013, e avendo subito un calo delle vendite e per questo oggetto di critiche anche interne, si dimette da direttore nel marzo 2014, restando per qualche mese editorialista. Tuttavia, il 12 giugno 2014, è di nuovo a Libération come direttore della redazione, ruolo che mantiene fino a luglio 2020, per dimettersi quindi e lanciare un proprio progetto politico.

### Impegno diretto in politica
Il 16 luglio 2020 lascia la direzione di Libération per lanciarsi in politica. Decide di dare vita a un movimento socialdemocratico e pubblica un appello dal titolo "Impegniamoci" (Engageons-nous).
Tra le personalità che rispondono all'appello vi sono Patrick Pelloux, Alain Touraine, Pap Ndiaye, Hervé Le Bras, Michel Wieviorka, Janine Mossuz-Lavau, i giornalisti Laure Adler e Pierre Lescure, la politologa Géraldine Muhlmann, gli artisti Agnès Jaoui, Denis Podalydès, Benjamin Biolay e Ariane Mnouchkine, e qualche raro esponente politico fuori dal giro dei partiti.

## Altre attività
È membro del direttivo di En temps réel, associazione che promuove il dibattito e la ricerca scientifica. A seguito dell'accusa di essere una nuova oligarca, a maggio del 2011 si dimise di Le Siècle, un'influente associazione che riunisce politici, economisti, uomini della cultura e del giornalismo. Da allora ha iniziato a condurre Danton, un think tank politico collegato al quotidiano del quale è direttore.
Ad aprile del 2010, le sue dichiarazioni a favore di una Google Tax e dell'Hadopi (Alta autorità per la diffusione delle opere e la protezione dei diritti su Internet) suscitarono le reazioni critiche della rivista informatica Numerama e dell'associazione per l'analisi critica dei media Acrimed, vicina alla destra neoliberista e spesso negativa nei suoi confronti.

## Rapporti con i politici
L'8 gennaio 2008, nel corso della diretta televisiva per gli auguri di Nicolas Sarkozy alla stampa francese, l'inquilino dell'Eliseo diede una lunga e articola risposta ad una domanda di Joffrin riguardo alla "monarchia elettiva", alla quale seguì la replica nell'editoriale di Libération il giorno successivo. A luglio del 2009, lontano da due anni dai giochi politici della capitale, dichiarò al Nouvel Observateur che se quella domanda gli fosse stata posta nuovamente, non avrebbe più risposto allo stesso modo. 

Joffrin replicò su France Inter che era «un gesto repubblicano... ma non gli ho mai chiesto di scusarsi. I giornalisti non sono al di sopra dei comuni mortali. Noi polemizziamo gli uni con gli altri ogni volta che pensiamo sia necessario - in quel caso con il Presidente della Repubblica - ed è normale che vi sia una risposta».
Nel 2016, Laurent Joffrin sostenne una nuova candidatura di François Hollande, elogiandolo in un primo momento come un politico fattivo, e poi finendo per criticarlo perché non accettò la proposta di un secondo mandato presidenziale..
Secondo Marine Le Pen, figlia del fondatore del Front National, il padre di Laurent Joffrin era uno dei migliori amici di Le Pen, aggiungendo che a 25 anni Joffrin andava in barca con suo padre Jean-Marie e che si erano già incontrati due o tre volte negli anni '70, di cui una durante le vacanze. 
Jofrrin chiarì che era all'epoca era un giovane giornalista con vasti interessi professionali, che per lavoro aveva dovuto incontrare anche dei terroristi o rapinatori senza per questo aver sposato le loro idee, così come non condivise mai quelle di Jean-Marie le Pen.
A maggio del 2018, un mese dopo l'uscita del libro Les Leçons du pouvoir dell'ex presidente Hollande, la rivista economica Challenges riportò che alcuni "editori concorrenti", gelosi del successo del libro, hanno fatto trapelare alcune informazioni e che l'opera sarebbe stata scritta integralmente da Joffrin. Quest'ultimo confermò di aver inviato per errore una e-mail alla segreteria di Emmanuel Macron, Presidente della Repubblica in carica, inserito per errore come destinatario. L'e-mail conteneva la prefazione al libro, da lui rivista. Contrariamente alle affermazioni di Challenges negò di vantare qualsiasi diritto d'autore sulla pubblicazione, che avrebbe dovuto consistere in un libro-intervista, introdotto dai ringraziamenti di Hollande.